# Anne-Theresa Møller
Anne-Theresa Møller (geboren 1981 in Kempten) ist eine deutsche Opernsängerin. Sie singt in den Stimmlagen Mezzosopran und Alt.

## Ausbildung
Anne-Theresa Møller studierte an der Hochschule für Musik „Hanns Eisler“ Berlin bei Júlia Várady und Renate Faltin und besuchte Meisterkurse bei Wolfram Rieger, Ann Murray, Brigitte Fassbaender und Dietrich Fischer-Dieskau. Sie war Stipendiatin der Studienstiftung des deutschen Volkes.

## Engagements
Während ihres Studiums wurde sie ans Nationaltheater Mannheim engagiert. In Mannheim sang sie Rollen des lyrischen Mezzofachs, wie Charlotte in Werther, Octavian im Rosenkavalier, Rosina in Il barbiere di Siviglia, Dorabella in Così fan tutte, Cherubino in Le nozze di Figaro, Muse/Nicklausse in Hoffmanns Erzählungen, Mrs. Grose in The Turn of the Screw, Hänsel in Hänsel und Gretel, Prinz Orlofsky in Die Fledermaus, Olga in Eugen Onegin, Magdalena in Die Meistersinger von Nürnberg und Wellgunde in Das Rheingold.
In der Oper Der Idiot von Mieczysław Weinberg sang sie die Hauptpartie Aglaja unter der musikalischen Leitung von Thomas Sanderling. Sie bekam Engagements in Südkorea beim Daegu International Opera Festival und in Japan, wo sie an der Tokyo Metropolitan Theatre Concert Hall die Alt-Partie der 2. Sinfonie von Gustav Mahler sang. In der Spielzeit 2015/2016 gab sie als Brangäne in Richard Wagners Tristan und Isolde ihr Debüt am Landestheater Niederbayern.
Zu ihren Auftrittsorten zählen die Deutsche Oper Berlin, das Badische Staatstheater Karlsruhe, das Saarländische Staatstheater, das Hessische Staatstheater Wiesbaden, das Theater Heidelberg, das Theater Freiburg, das Theater Bielefeld, das Staatstheater Cottbus, das Theater Koblenz sowie die Konzertpodien Concertgebouw Amsterdam, Berliner Philharmonie, Berliner Konzerthaus und Tokyo Metropolitan Theatre Concert Hall. Sie arbeitete mit den Dirigenten Dan Ettinger, Donald Runnicles, Axel Kober, Hans Graf, Friedemann Layer, Cornelius Meister, Justus Frantz, Jan Latham-König, Kenichiro Kobayashi und Jörg-Peter Weigle zusammen. Sie war Gast bei den Festivals Niedersächsische Musiktage, Festspiele Mecklenburg-Vorpommern, Bodenseefestival, Bonner Schumannfest, dem Leipziger Schumannfest und „Das Lied in Dresden“. Mit Roger Willemsen war sie im Bühnenprogramm „Der glückliche Augenblick“ zu sehen.
Mit der Spielzeit 2016/17 ist sie festes Ensemblemitglied am Theater Vorpommern. Aktuelle Inszenierungen sind die Titelpartie in Carmen, Ulrica in Ein Maskenball und Venus in Tannhäuser.

## Aufnahmen
Zum 200. Geburtstag von Robert Schumann wurde ihr Liederabend in Zwickau in europäischen Rundfunkanstalten übertragen. Weitere Aufnahmen liegen beim Norddeutschen Rundfunk, Mitteldeutschen Rundfunk, Südwestrundfunk, Bayerischen Rundfunk und Deutschlandradio vor.

## Auszeichnungen und Preise
- 1. Preis beim XV. Internationalen Robert-Schumann-Wettbewerb in Zwickau
- 2. Preis beim Cantilena Gesangswettbewerb in Bayreuth 2007
- Preis der drei Berliner Opernhäuser beim 37. Bundeswettbewerb Gesang in Berlin
- Semifinalistin beim Internationalen Musikwettbewerb der ARD 2012 in München
- Semifinalistin beim Internationalen Gesangswettbewerb für Wagnerstimmen 2015